# Montoulieu-Saint-Bernard
Montoulieu-Saint-Bernard ist eine französische Gemeinde mit 223 Einwohnern (Stand: 1. Januar 2022) im Département Haute-Garonne in der Region Okzitanien. Sie gehört zum Kanton Cazères und zum Arrondissement Saint-Gaudens. 

## Geographie
An der nördlichen Gemeindegrenze verläuft der Fluss Louge, im Südosten der Bernès. 
Sie grenzt im Norden an Benque, im Osten an Alan, im Süden an Aurignac und im Westen an Boussan.

## Geschichte
Die Reste eines Bades aus gallorömischer Zeit zeugen von einer frühen Besiedlung des Gemeindegebietes. 
Ab 1192 gehörte der Ort zunächst der Abtei von Bonnefont und danach dem Grundherrn Raymond de Benque, der im Jahr 1260 den Bewohnern besondere Rechte verlieh. Danach gab es während des Ancien Régime häufige Besitzerwechsel.

## Bevölkerungsentwicklung
| Jahr                      | 1962 | 1968 | 1975 | 1982 | 1990 | 1999 | 2008 | 2015 | 2019 |
| ------------------------- | ---- | ---- | ---- | ---- | ---- | ---- | ---- | ---- | ---- |
| Einwohner                 | 119  | 106  | 106  | 111  | 149  | 153  | 171  | 212  | 214  |
| Quelle: Cassini und INSEE |      |      |      |      |      |      |      |      |      |

## Sehenswürdigkeiten
- Reste eines Bades aus gallorömischer Zeit

Siehe auch: Liste der Monuments historiques in Montoulieu-Saint-Bernard

## Weblinks

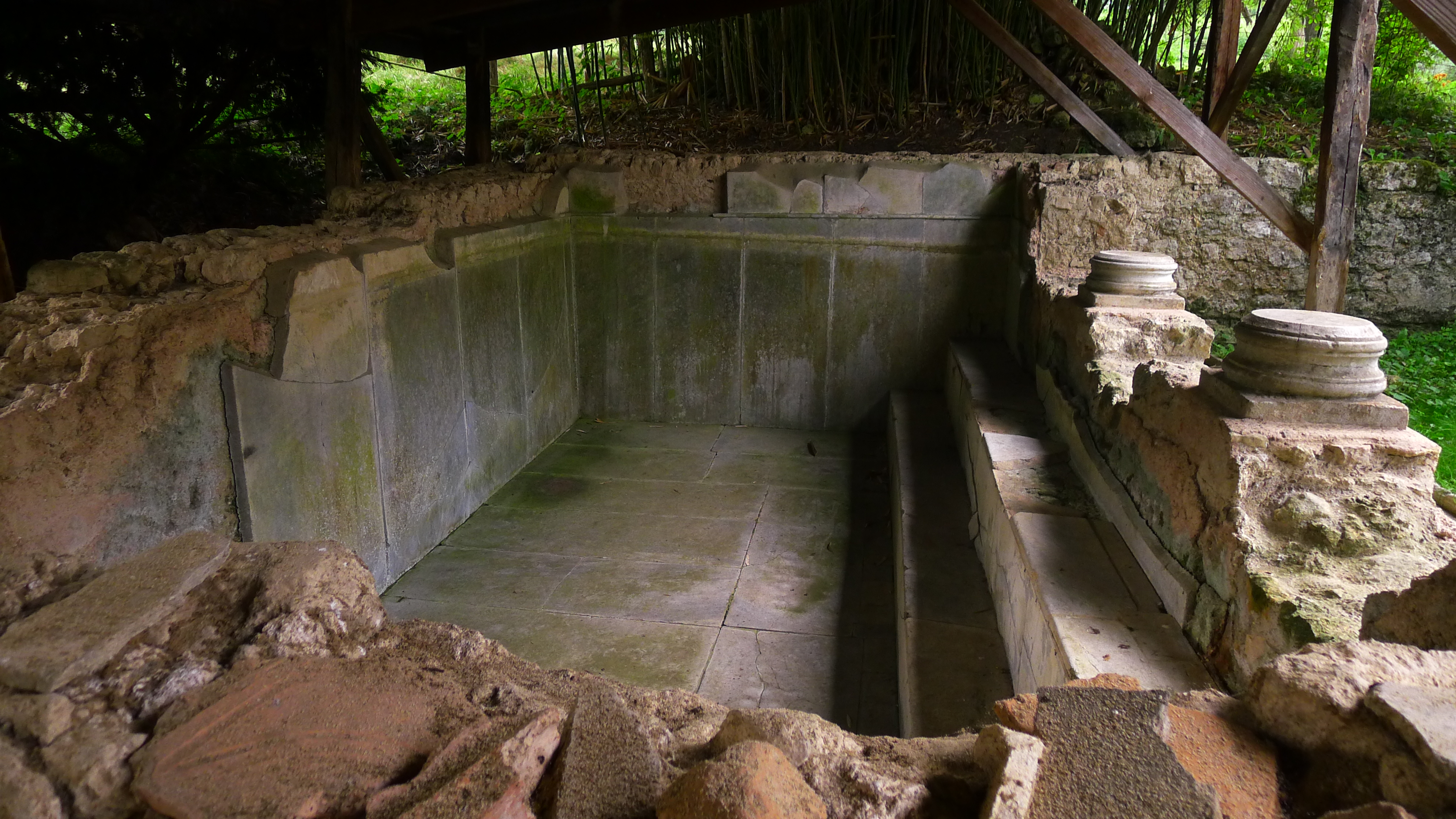
Freigelegte Reste eines Bades aus gallorömischer Zeit